# Warrior Blade: Rastan Saga Episode III
Warrior Blade: Rastan Saga Episode III, pubblicato in Giappone con il titolo Warrior Blade (ウォリアーブレード?, Uoriā Burēdo), è un videogioco arcade sviluppato e pubblicato dalla Taito nel 1992. Si tratta del terzo e ultimo capitolo della trilogia di Rastan, il quale, a differenza dei predecessori, è un beat 'em up/hack and slash a scorrimento sullo stile di Golden Axe.
È incluso esclusivamente nella raccolta per PlayStation 2 Taito Memories II Gekan, uscita nel 2007 solo in Giappone.

## Modalità di gioco
Warrior Blade: Rastan Saga Episode III è un picchiaduro a scorrimento laterale con elementi hack and slash. All'inizio della partita, il giocatore può scegliere tra tre personaggi, ognuno con valori distintivi nelle statistiche di velocità, forza e raggio d'azione.
- Rastan: un bandito di 28 anni armato con uno spadone, noto per la sua grande forza fisica e una velocità e raggio d'azione nella media.
- Dewey: un mercenario di 25 anni che impiega spade ninja (kunai), caratterizzato da un'elevate velocità e da valori medi in forza fisica e raggio d'azione.
- Sophia: una ladra di 26 anni armata di frusta, con un raggio d'azione molto ampio, mentre velocità e forza fisica sono nella media.

Il gameplay ricorda titoli come Golden Axe, ma introduce alcune caratteristiche distintive. La principale innovazione è l'uso di due schermi per visualizzare l'azione, offrendo ai giocatori una visione più ampia del campo di battaglia. Durante i livelli, i giocatori affrontano vari nemici utilizzando attacchi normali e speciali; combinazioni specifiche di tasti e joystick consentono l'esecuzione di mosse uniche. Nel corso della partita, è possibile raccogliere armi e potenziamenti che migliorano le capacità offensive del personaggio. Questi elementi sono essenziali per affrontare boss e nemici più forti. Tra le caratteristiche poco comuni per i giochi arcade dell'epoca vi sono le cutscene che raccontano la storia e i percorsi ramificati nei livelli, che influenzano lo svolgimento della trama. Alla fine di ogni livello, il giocatore deve sconfiggere un boss per accedere alla fase successiva. Inoltre, è disponibile una modalità multigiocatore cooperativa per due giocatori.

### Caratteristiche tecniche
Il coin-op originale è stato progettato e prodotto con due monito con risoluzione 320 x 240 (H) @ 60 Hz ciascuno e affiancati, che costituiscono un unico ambiente di gioco condiviso tra i due videogiocatori. Al giorno d'oggi equiparabile a un monitor 21:9.

## Accoglienza
In Giappone, la rivista Game Machine elencò Warrior Blade: Rastan Saga Episode III nel numero del 1º luglio 1992 come l'undicesima unità arcade di maggior successo del mese.